# イェンス・レーマン
イェンス・レーマン（Jens Lehmann、1969年11月10日 - ）は、西ドイツ・ノルトライン＝ヴェストファーレン州エッセン出身の元サッカー選手。現サッカー指導者。ドイツ代表でもあった。現役時代のポジションはGK。

## クラブ経歴
1988年にシャルケ04でキャリアをスタート。チームの守護神として君臨し、1996-97シーズンにUEFAカップで優勝した。
1997年にイタリアのACミランへ移籍するが、セバスティアーノ・ロッシの壁は高く、1年でドイツへ復帰。復帰先は以前所属したシャルケ04の最大のライバルであるボルシア・ドルトムントだったためサポーターから反感を買うが、ゴールマウスを守り続け、体裁を保った。

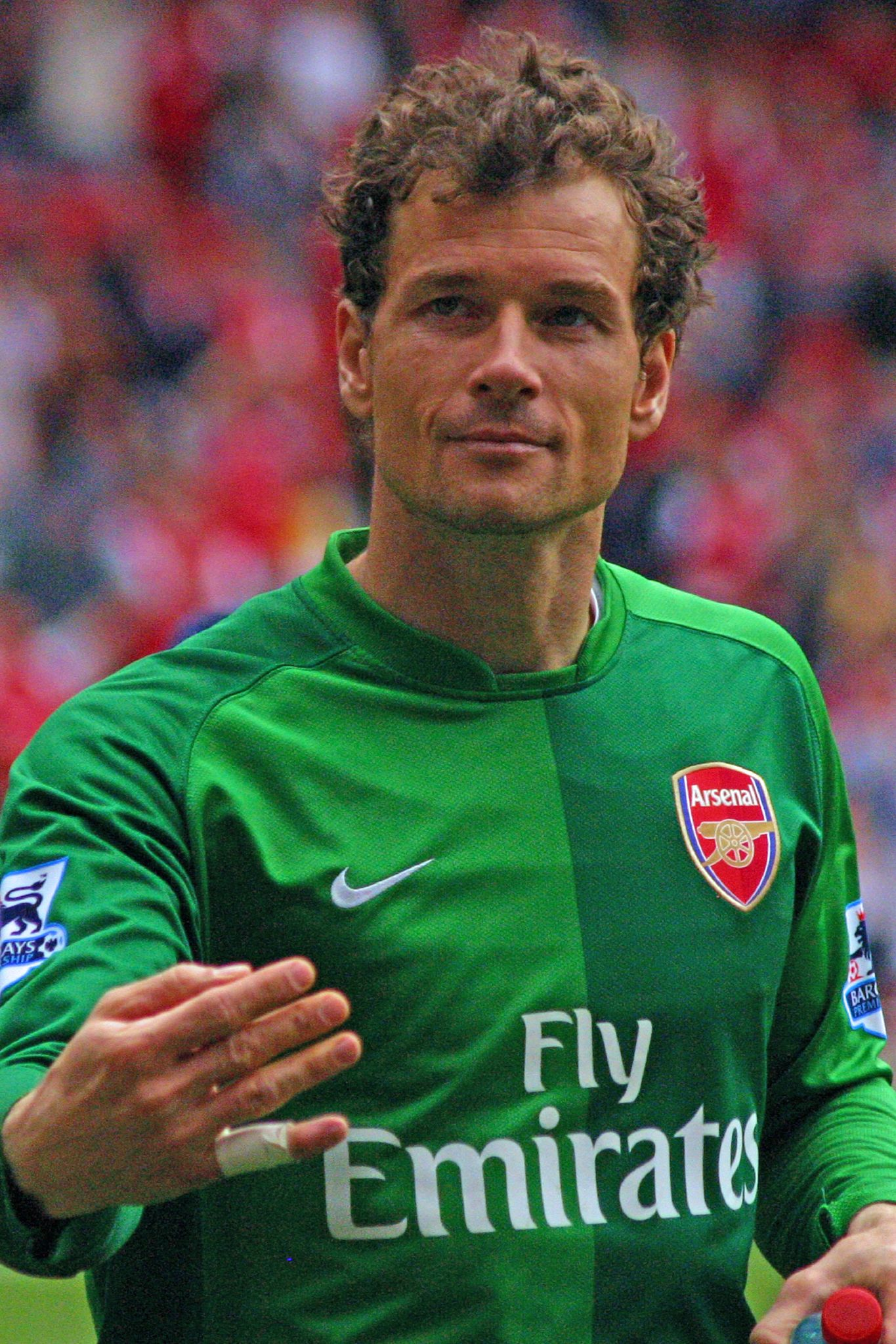
2007年のレーマン

2003年にアーセナルFCへ移籍。イングランド代表正GKだったデビッド・シーマンの後継者としてゴールマウスを守り続けた。
2005-06シーズンはチャンピオンズリーグで出場したグループステージ1試合と準決勝までのノックアウトステージ6試合をいずれも完封し、他にも公式戦10試合連続無失点を記録するなど好調を維持していたが、FCバルセロナとのチャンピオンズリーグ決勝戦では前半18分にサミュエル・エトーの足にペナルティエリア外で手で引っ掻け、レッドカードを貰い退場。たが、エトーが倒れた後のこぼれ玉をリュドビク・ジュリがシュートしてゴールネットを揺らしており、後に主審が「ゴールを認めてイエローカードを提示した方が良かった」との趣旨を発言し、物議を醸した。結果としてはバルセロナの先制ゴールは取り消しになり、逆に前半35分にカルレス・プジョルによって倒されたエマヌエル・エブエに対する微妙な判定によって得られたティエリ・アンリのフリーキックをソル・キャンベルが頭で合わせてアーセナルが先制した。現在でもバルセロナとアーセナル双方がこれらの判定に賛否両論である。その後、アーセナルは後半に2得点を奪われ逆転負けし、準優勝に終わった。
2006年8月24日に授賞式が行われた2006年度MTVムービー・アウォーズにおいて見事GK部門で受賞を果たした。他の受賞者はカルレス・プジョル、アンデルソン・ルイス・デ・ソウザ、サミュエル・エトー、ロナウジーニョと全員2006年のUEFAチャンピオンズリーグ優勝チームのバルセロナの選手であり、唯一レーマンだけがバルセロナの選手以外から選出された。
2007年になるとミスが増えたためマヌエル・アルムニアにレギュラーを奪われ、出場機会が減少。2008年6月2日にVfBシュトゥットガルトへ移籍。移籍金なしの1年契約で6シーズンぶりの母国復帰を果たした。
2009年12月9日、UEFAチャンピオンズリーグ1次リーグの対FCウニレア・ウルジチェニ戦において、試合中に緊張のあまり尿意を催したレーマンが、突如ピッチ外に飛び出し広告看板の陰でこっそり放尿する珍事が発生した。幸いにして審判に気づかれず、非紳士的な行為に対する警告は与えられなかった。
2010年3月30日、2009-10シーズン限りでの引退をシュトゥットガルトの公式サイトで発表。シーズン終了をもって一旦は現役引退した。
2011年3月16日、ゴールキーパーに怪我人が続出する緊急事態に陥っていた古巣のアーセナルがレーマンに目をつけ、獲得を打診。レーマンはこれを承諾し、9か月ぶりに現役復帰した。4月10日のブラックプールFC戦で久々の出場を果たすと、3-1での勝利に貢献した。

## 代表経歴
2002年には日韓W杯ドイツ代表に選出されるが、オリバー・カーンの控えで試合に出場することはできず、チームも決勝でブラジルに敗れて準優勝だった。以後、カーンの不調もあって代表に招集される度に舌戦を繰り広げていた。
CL準優勝の活躍が評価され、ライバルのカーンを抑えて自国開催の2006 FIFAワールドカップの代表正GKに指名された。準々決勝アルゼンチン戦のPK戦ではPK2本を止め、チームの準決勝進出に貢献したが、準決勝イタリア戦では逆に延長戦後半で2点を奪われ、2大会連続の決勝進出はならなかった（このことによりドイツ国内ではレーマンの正GK起用に関して賛否両論が起きた）。ポルトガルとの3位決定戦には勝利したが、この試合ではカーンが起用されたため、出場機会はなかった。ドイツW杯の準々決勝で、PK戦にGKコーチのアンドレアス・ケプケが書いたアルゼンチン選手のシュートをする時の癖が書いてあったメモをストッキングの中に隠しており、キッカーが変わるたびに参照していた。後に、このメモは1億5000万円の値がついた。また、3位決定戦後の表彰式では今までライバル関係にあったカーンと抱擁するシーンが見られ、今大会の印象的なシーンの1つとなった。

## 引退後
2017年7月、古巣アーセナルのアシスタントコーチに就任することが発表された。2018年6月、ベンゲルの退任により就任した新監督ウナイ・エメリの構想には含まれず、わずか1年でアシスタントコーチを退任した。
2019年1月28日、2019-20シーズン終了までの契約でFCアウクスブルクのアシスタントコーチに就任した。同年4月9日、それまでの不安定な成績とホームでTSG1899ホッフェンハイムに0-4の大敗を理由に監督のマヌエル・バウム、TDのステファン・シュヴァルツの解任とともにわずか約2ヶ月でアシスタントコーチを解任された。
2020年5月10日、ヘルタ・ベルリンの監査役員に就任することが発表された。2021年5月4日、CL準決勝の解説を務めたデニス・アオゴに対して黒人差別と取れるような発言をメッセージアプリで送っていたことをアオゴがその発言の画像とともに批難した。これが物議を醸しレーマンはSNSやインタビューで謝罪コメントを出した。しかし、翌5日、この事態を重くみたヘルタ・ベルリンは、レーマンを役員から解任すると発表した。

## 代表歴

### 出場大会
- ドイツ代表
  - 1998 FIFAワールドカップ
  - 2002 FIFAワールドカップ
  - 2006 FIFAワールドカップ

### 試合数
- 国際Aマッチ 61試合 0得点（1998年-2008年）[9]

| ドイツ代表 | 国際Aマッチ | 国際Aマッチ |
| 年         | 出場        | 得点        |
| ---------- | ----------- | ----------- |
| 1998       | 2           | 0           |
| 1999       | 8           | 0           |
| 2000       | 2           | 0           |
| 2001       | 1           | 0           |
| 2002       | 3           | 0           |
| 2003       | 0           | 0           |
| 2004       | 5           | 0           |
| 2005       | 7           | 0           |
| 2006       | 14          | 0           |
| 2007       | 9           | 0           |
| 2008       | 10          | 0           |
| 通算       | 61          | 0           |

## タイトル

### クラブ
- シャルケ04
  - UEFAカップ: 1996-97
- ボルシア・ドルトムント
  - ブンデスリーガ: 2001-02
- アーセナルFC
  - プレミアリーグ: 2003-04

## 戦歴
- 1988年10月1日 - プロデビュー(2. Bundesliga 11. Spieltag FC Schalke 04  - 1. FC Union Solingen 3:1 (1:0))
- 1998年2月18日 - 代表デビュー（対オマーン戦）